# Ron Wylie
Ronald Maurice Wylie (Glasgow, 6 agosto 1933 – 14 aprile 2020) è stato un calciatore e allenatore di calcio scozzese che ha giocato nel ruolo di centrocampista.

## Palmarès

### Giocatore

#### Competizioni nazionali
- Coppa di Lega inglese: 1

Aston Villa: 1960-1961
- Second Division: 1

Aston Villa: 1959-1960

### Allenatore

#### Competizioni nazionali
- Hong Kong Football Association Cup: 1

Bulova: 1982
- Hong Kong Viceroy Cup: 1

Bulova: 1982